# 鷹巣南雄
鷹巣 南雄（たかす なみお、1943年1月24日 - ）は、千葉県我孫子市出身のプロゴルファー。
レギュラー/シニア両ツアー選手会長を務めたほか、ゴルファーの傍らで東京タワーディベロップメント副社長も務めた。

## 略歴
青木功とは我孫子市立我孫子中学校の同級生で、金井清一・新井規矩雄とは旧知の間柄である。特に青木とは、互いに青木（あおき）・南（なみ）と呼び合う仲であり、金井・海老原清治らと共に青木ファミリーの一員である。青木の「フック病」を克服するために行ったフックボールからストレート系に変えさせる荒療治の貢献者でもあり、鹿野山カントリークラブで行った40日間の合宿内容は凄まじく、青木の両手首を縛って固定したまま、鷹巣がおにぎりを食べさせながら打ち込みを続けた。鷹巣の献身的な40日間のコーチで青木の球筋はがらりと変わったが、鷹巣は嬉しかった半面、失敗したとも思った。元々パターが上手い青木の球が真っすぐ飛び出したため、鷹巣は後に「もう勝てないと思ったよ。今だから冗談で言えるけど、教えるんじゃなかった」と振り返っている。
中学2年次の1956年の夏、陸上部の長距離ランナーとして活躍していた頃、部の先輩に誘われて我孫子ゴルフ倶楽部でキャディのアルバイトを始める。アルバイトを介してゴルフと出会い、後に深く付き合うことになる青木との出会いも、この時のアルバイトが縁になっている。
林由郎に師事し、1958年4月1日に我孫子GCへ研修生として入社、1962年にプロテストで合格すると所属プロとなる。当時の読売ジャイアンツは毎年の納会を我孫子GCで行っていたが、旧知の仲である王貞治と知り合い、当時の巨人軍の選手達との親交が始まると、後に鷹巣の紹介で王と青木との深い親交も生まれる事となる。
1966年に鹿野山GCへ移籍し、1967年の関東プロでは河野光隆と並んで佐藤精一の2位タイに入った。
1968年の日本オープンでは予選ラウンド2日間で首位の河野高明に7打差付けられたが、36ホールの最終日に河野が雨でショットが乱れたところをブルース・デブリン（ オーストラリア）と共に追いかけ、31ホール目の午後の14番でボギーとして一旦は並ぶ。17番で河野が4m沈めるバーディーを決めた、15番でボギーの鷹巣は突き放され、最終的にはデブリン・新井規矩雄と並んでの1打差2位タイに終わる。
1969年の日本プロでは内田袈裟彦・鈴村久・安田春雄と並んでの7位タイ、1971年のロレックストーナメントでは森憲二・矢部昭・今井昌雪と共にアーノルド・パーマー（ アメリカ合衆国）と並ぶ2位タイ に入った。
1972年には9月に黄疸で入院し、4ヶ月の闘病生活を余儀なくされるが、この入院中に抜け出し、病身に鞭を打って日本プロに出場して話題を呼んだ。 
キャリアの割りに通算5勝は少なすぎるが、「パットがもう少し、うまかったら倍以上勝っているよ」と自らいうほどで、ショット・コントロールには定評があった。
1973年の産報クラシックでは2日目に川田時志春、ベン・アルダ（ フィリピン）、謝永郁（中華民国）・島田幸作と並んでの8位タイに浮上し、前年の入院日に当たる3日目にはアプローチに冴えを見せて1イーグル、9バーディ、1ボギーのコースレコード62を出して、通算17アンダー199で一挙に首位に進出。最終日は顔が青ざめて硬くなるなど重圧感に悩まされ、「硬くなるな」と自分に言い聞かせてスタートするが、消極的な守りのゴルフでアウトは1オーバーに終わる。インでは一転してよみがえり、伸び伸びしたプレーでアプローチとパットが再び冴え、12番は積極的に攻めて2オン、2パットのバーディ。続く13番もピン3mに第1打を落とし、パッティングも良く連続バーディ。16番ではグリーン・エッジ際から実に7m余りのロングパットを沈めてバーディとし、プロ入り12年目での初優勝を挙げた。
1974年にはくずは国際で尾崎将司を抑えて4年ぶりの日本人制覇、1982年には横島由一を抑えて同大会2勝目を挙げる。
1975年、初めて海外で開催された日本のトーナメント「クイリマ&タカヤマ・クラシック」に出場し、2日目には朝から15m前後の強風が海側から吹き荒れ、時折、南国特有の豪雨も混じる最悪のコンディションの中で5バーディー・3ボギーの70と手堅く回って首位に踊り出た。金井とペアを組んだダブルスでも143と手堅くまとめ、通算282の6アンダー首位を堅持。3日目はシングルこそ村上に首位を奪われたが、ダブルスは通算3アンダーで首位を堅持 。最終日はシングル4位、ダブルス3位 に終わった。
1979年と1984年にはパールカントリークラブインターナショナル→パールカントリークラブオープン（アメリカ）を制し、1979年は第1回で樋口久子・松井功を抑えて初代覇者となる。1984年は2日目から首位に立ち、12アンダー204で石井裕士・高橋五月を抑えて2度目の優勝を飾り、優勝賞金5800ドルを獲得。
1981年のよみうりオープンでは初日を藤間達雄・鈴木規夫・上原宏一と共に68の2位タイでスタートし、2日目には前日から首位を守る謝永と1打差で単独2位に上がり、3日目も1アンダーとスコアを伸ばして長谷川勝治と共に謝永と首位タイで並ぶ。最終日には謝永と通算7アンダー285で並んでプレーオフとなったが、3ホール目で鷹巣がパーに対して謝永がボギーで決着がつき、7年ぶりの優勝となった。
1984年に出口栄太郎と共にワールドカップ日本代表に選出され、団体でホセ・マリア・カニサレス&ホセ・リベロ（ スペイン）、ゴードン・ブランド・ジュニア&サム・トーランス（ スコットランド）、陳志忠&謝敏男（中華民国）、ハワード・クラーク&マーク・ジェームス（ イングランド）、フィリップ・パーキン&イアン・ウーズナム（ ウェールズ）、李明夏&崔上鎬（ 韓国）、デリオ・ロヴァート&シルヴァーノ・ロカテッリ（ イタリア）、イーモン・ダーシー&ローナン・ラファティ（ アイルランド）に次ぐ9位に入った。
1977年に一度だけシード落ちの経験はあるが、それ以外は安定した結果を残してきた。シード落ち時期にレギュラーツアー選手会長を務めたが、後に横田真一もシード落ち時期に選手会長を務める事になる。1989年には日本プロゴルフ選手会会長に就任し 、1993年にシニア入りすると、その後の2002年からはシニアツアー初代選手会長も歴任。会長時代はPGAの組織と選手たちの窓口として仕事に神経を使う時間が多くなって、徹底してゲームに集中出来ない悩みを抱えていたが、「プロゴルフ界の発展のためには、誰かがやらなければならんことだから」と割り切っていた。
1985年の富山県オープンでは初日を高橋勝成・須貝昇と共に68をマークして2位タイでスタートし、最終日には同じく69をマークして首位タイの須貝をプレーオフで破って優勝。
1987年は最も予選落ちが少なく、夏まではペプシ宇部8位、NST新潟6位といまひとつであったが、秋になって調子を取り戻し、ジーン・サラゼン ジュンクラシック2位、東海クラシック8位と来て、これからという時期に、アコムダブルス出場中に虫垂炎にかかって手術。このため終盤のビッグトーナメントを全て欠場を余儀なくされてしまったが、夏には乞われて関東オープンをキャンセルして“夫人の郷里”ということで出場権を得た北海道オープンに出場。小島昭彦とのプレーオフの末に2位に入り、ゴルフ界に新たな話題を提供もした。
2002年にはキャッスルヒルオープンを59歳4ヶ月で優勝し、国内シニアツアー最年長優勝記録を樹立。最終日の松井利樹、松本紀彦とのプレーオフは5ホールに及ぶ大熱戦となったが、4ホール目で松本が脱落した後の5ホール目にバーディーを決めて松井を下し、レギュラー時代の1985年の富山県オープン以来実に17年ぶりの優勝を手にした。シニア入り以来何度も優勝争いに加わりながら、ものにできなかっただけに、嬉しい優勝になった。2007年にくまもと中央カントリークラブで開催された「日本シニアオープン」で青木が65歳2カ月で大会を制し、青木はこれを6歳近くも塗り替えたことになる。さらに、最終日は「65」を叩き出し、国内シニアツアーの公式戦でエージシュートを達成した。
2008年4月1日付で杉並学院ゴルフ部監督に就任。生一本で曲がったことが大嫌いな性格で、子供達にも「コラ」「バカ」と怒鳴ったりもするため、最初は「とても監督の器ではない」と就任に踏み切れなかった。就任から3ヶ月が経過し、生徒と接しているうちに「子供って純粋でいいなあ」と思うようになり、監督を引き受けて性格も変わった。「バカ」という言葉を飲み込んで言わず、大きな声を出してしまった時は男子であれば肩を組んで触れ合うなど必ずフォローした。生徒側は最初「どこのおじさんが来たの?」と思っていたほか、30代の父兄も鷹巣のプロ時代を知っている人物はほとんどいなかったが、試合に行くと役員が鷹巣に挨拶に来たため、生徒間で「うちの監督すごいよ」と評判になり、父兄も分かってくるようになった。
現在は鹿野山CCでヘッドプロ・理事を務めている。

## 主な優勝
レギュラー
- 1973年 - 産報クラシック
- 1974年 - くずは国際
- 1981年 - よみうりオープン
- 1982年 - くずは国際
- 1985年 - 富山県オープン

シニア
- 2002年 - キャッスルヒルオープン

海外
- 1979年 - パールカントリークラブインターナショナル
- 1984年 - パールカントリークラブオープン